# Шалов, Владислав
Владисла́в Шалов (род. 1943) — советский футболист, нападающий.
В 1960—1965 годах был в составе ленинградского «Динамо», но провёл только четыре матча в чемпионате 1962 года. В 1966 году играл за клубы «Чайка» Севастополь и «Коммунарец» Коммунарск. В 1968 году выступал за «Динамо» Таллин.